# Jorge Velázquez
Jorge Luis Velázquez (Vera, 7 settembre 1982) è un calciatore argentino, centrocampista del J.J. Moreno.

## Caratteristiche tecniche
È un esterno sinistro.